# Ruellia detonsa
Ruellia detonsa är en akantusväxtart som beskrevs av Raymond Benoist. Ruellia detonsa ingår i släktet Ruellia och familjen akantusväxter. Inga underarter finns listade i Catalogue of Life.